# Gust Avrakotos
Gust Lascaris Avrakotos (* 14. Januar 1938 in Aliquippa, Beaver County, Pennsylvania; † 1. Dezember 2005 in Washington, D.C.) war ein US-amerikanischer Verbindungsoffizier und Abteilungsleiter des Nachrichtendienstes Central Intelligence Agency (CIA). Bekannt wurde Avrakotos durch die Aufrüstung der afghanischen Mudschaheddin während des Sowjetisch-afghanischen Krieges in den 1980ern unter dem Namen Operation Cyclone. Über seine Zusammenarbeit mit dem texanischen Kongressabgeordneten Charlie Wilson schrieb George Crile 2003 das Buch Charlie Wilson’s War: The Extraordinary Story of the Largest Covert Operation in History.

## Leben
Gust Avrakotos wurde als Sohn eines griechischen Limonadenherstellers geboren. Er schloss 1955 die Aliquippa High School als Primus Omnium ab. Avrakotos besuchte das Carnegie Institute of Technology, musste das Studium jedoch auf Grund finanzieller Probleme der Familie nach zwei Jahren abbrechen und verdiente fortan sein Geld in einem Stahlwalzwerk und durch den Verkauf von Bier und Zigaretten an Tavernen in West-Pennsylvania. Anschließend konnte er sein Studium an der Universität von Pittsburgh fortsetzen und mit Summa cum laude abschließen.
Nach dem Studium fing er bei der CIA an. Zu seinen Aufgaben gehörten Anti-Terror-Missionen in Griechenland. Zudem arbeitete er im CIA-Hauptquartier in Langley, Virginia.
Mit Wilson sorgte er dafür die Finanzierung der Rebellen massiv zu erhöhen. Gemeinsam haben beide dazu beigetragen, Beamte aus Ägypten, Pakistan, China, Israel, Saudi-Arabien und anderen Ländern davon zu überzeugen, die Unterstützung für die Rebellen zu erhöhen.
1985 erlebte Avrakotos eine Gruppe innerhalb der Regierung, darunter Oliver North und Bud McFarlane, die versuchten, einen iranischen Waffenhandel mit der CIA zu betreiben. Avrakotos warnte George auch, dass das Programm illegal sei, und schrieb ein bemerkenswertes Memo, das innerhalb der CIA zu diesem Zweck verteilt wurde. Laut dem Autor George Crile bestrafte die Bürokratie Avrakotos für seinen Dissens und verbannte ihn dann mit wenig Verantwortung zum Nichtstun. Nach einer kurzen Rolle in einem afrikanischen Einsatz zog er sich 1989 aus der CIA zurück.
1989 ging Avrakotos von der CIA zum amerikanischen Automobilzulieferer TRW in Rom und später dann zu News Corp. 1997 kehrte er als independent contractor (Unabhängiger Auftragnehmer) zur CIA zurück und blieb bis 2003.
Gust Avrakatos starb 2005 an einem Schlaganfall.

## Sonstiges
In dem Film Der Krieg des Charlie Wilson von Regisseur Mike Nichols wurde Avrakotos von Oscar-Preisträger Philip Seymour Hoffman dargestellt. Für diese Rolle wurde Hoffman 2008 als Bester Nebendarsteller für einen Academy Award nominiert.